# After Man: A Zoology of the Future
After Man: A Zoology of the Future és un llibre escrit i il·lustrat pel paleontòleg i divulgador escocès Dougal Dixon, que va ser publicat el 1981. Fou finalista dels Premis Hugo en la secció de Millor llibre de no-ficció el 1982 La introducció va a càrrec de Desmond Morris.
El gènere en el qual es podria enquadrar aquesta obra és el d'una estranya Zoologia-Ficció. Com el seu nom indica, l'autor tracta en aquesta obra de mostrar al lector com podria ser la fauna de la Terra en el futur, en concret d'aquí a 50 milions d'anys. En realitat, això no és més que un pretext del qual Dixon es val per explicar les lleis que regeixen l'evolució dels organismes, els processos d'adaptació, especialització, convergència i radiació, els cicles geològics que pateix el planeta, com pot ser la tectònica de plaques, i la història evolutiva prèvia que han desenvolupat els éssers vius actuals.

## El món del futur
Al contrari que en el documental més recent El futur és salvatge, de temàtica similar i en què també ha participat Dixon, en After Man l'autor no va tenir en compte els efectes que els canvis en la posició dels continents poden tenir sobre els corrents marines i el clima i hàbitats d'aquests. Així, la Terra d'After Man és un món notablement similar al del segle xx, amb les mateixes zones climàtiques i ecosistemes més o menys iguals i idènticament repartits als actuals. Només canvia la posició dels continents, tal com s'espera que estiguin en aquesta època, i les noves cadenes muntanyoses que els xocs entre els mateixos puguin haver causat.
D'aquí a 50 milions d'anys, Àfrica ha estat desplaçada cap al nord-oest oprimint Europa i generant un segon Himàlaia on abans hi havia el Mar Mediterrani. Així mateix, la Gran Vall del Rift s'ha eixamplat fins a quedar inundat i esdevenir un nou oceà, arrancant Àfrica Oriental, que ara s'ha unit a Madagascar i forma l'illa-continent de Lemuria, habitada per un gran nombre d'endemismes animals. Austràlia també s'ha desplaçat cap al nord, fins a arribar a l'equador. En el camí ha impactat amb Indonèsia, que ha acabat d'emergir de les aigües i forma una zona muntanyosa que connecta per terra Àsia i Austràlia, que de resultes d'això ha estat envaïda per placentaris i ha perdut gran part de la seva famosa fauna de marsupials autòctons.
L'oceà Atlàntic és el doble d'ample, mentre que l'oceà Pacífic és més estret, com a resultat, Alaska ha impactat amb Kamtxatka comunicant també Àsia amb Amèrica del Nord. Finalment, l'istme de Panamà s'ha trencat i Sud-amèrica porta milions d'anys com un continent aïllat dels altres, igual que durant la major part de la seva història geològica. L'Antàrtida segueix en unes condicions semblants, i les Hawaii han crescut després de successives erupcions volcàniques fins a formar la gran illa de Batavia, enmig del Pacífic.

## La fauna
Entre els animals que es van extingir sense descendents a After Man s'expliquen l'home i tots els seus animals domèstics, a més de diversos grups de mamífers que ja estaven en decadència al segle xx, com els elefants, perissodàctils, cetacis i monotremes. Els rosegadors i insectívors, en canvi, estan àmpliament diversificats, explicant-se entre els primers animals com les rates-lleó o el numrat, que s'alimenta de formigues i tèrmits imitant l'extint formiguer gegant. Els principals herbívors són els conillílops, grans conills de la mida d'un cérvol que viuen en ramats. Quant als artiodàctils, estan menys diversificats que abans i es componen en la seva major part de formes gegants com els gigantílops i els capicornis de les selves i boscos de coníferes, encara que a Lemuria segueixen sent els herbívors dominants causa de l'aïllament. Els primats estan també representats per formes totalment diferents: des de babuins-lleó que cacen herbívors a l'Àfrica a gibons intel·ligents que viuen en poblats construïts per ells en els boscos asiàtics. Els carnívors, en canvi, són també una relíquia del passat, tot i que encara tenen alguns representants impressionants, com un gegantí mamífer d'hàbits similars a la morsa que baixa de la llúdriga marina. Igual que a Lemúria, a Batavia la fauna és endèmica, però en el seu cas no es tracta d'animals supervivents que porten aquí des del principi, sinó de descendents d'animals voladors que van creuar l'oceà. Així, la major part dels animals que l'habiten són aus i ratpenats, en molts casos àpters. També hi ha ratpenats que s'han adaptat a la vida al mar i han desenvolupat aletes. Comparteixen el seu espai en els mars australs amb els pelargònids, enormes pingüins que han ocupat el nínxol dels extints cetacis, el major dels quals seria el gegantí Vortex.

## Repercussions
El llibre de Dixon va ser tot un èxit per la seva originalitat, diversió i amenitat a l'hora d'explicar els fenòmens evolutius, encara que això no li va fer escapar de les crítiques de diversos científics que van discutir molts dels fets i criatures presentats en l'obra per l'autor. No obstant això, la bona acollida del llibre va ser tot el que Dougal Dixon podia desitjar, i en els anys posteriors van arribar a sortir al mercat dues seqüeles: Els nous dinosaures, que tractava de mostrar com seria la fauna actual si un asteroide no hagués xocat contra la Terra fa 65 milions d'anys, i Man after man, la més criticada de totes, on tractava de mostrar a la humanitat d'aquí a 5 milions d'anys.